# 阿福壽
阿福壽（1900年—1954年4月），字文峰，綽羅斯氏，青海蒙古族，青海右翼盟綽羅斯北中旗（今海北藏族自治州海晏县哈勒景蒙古族鄉）人。中华民国大陆时期青海政治人物。

## 生平[1][2][3]
- 幼年就讀於蒙番小學校。
- 22歲畢業于青海蒙番師範學校甲種講習科。
- 青海蒙古右翼盟綽羅斯部北中旗協理。
- 青海蒙古右翼盟政府秘書處處長。
- 南京國民政府軍事委員會諧議。
- 全國蒙古各盟旗聯合駐京辦事處副主任。
- 國民參政會第二、三屆參政員。
- 民國十五年（1926年）至民國十七年（1928年）阿福壽先生擔任都蘭縣郵電局長之職。
- 民國二十年（1931年）7月，同洛桑香趣、桑熱嘉措、王本巴等蒙藏族人士，推動青海蒙藏文化促進會成立，阿福壽先生擔任理事。
- 民國卅七年（1948年），當選青海右翼盟選出之立法委員，出席立法院第一屆第一會期教育文化委員會、財政及金融委員會、邊政委員會。
- 1950年10月18日，作為蒙古族特邀代表，參加了青海省首屆各族各屆人民代表會議第一次會議，推選為主席團成員，選舉為青海省各族各屆人民代表會議協商委員會委員。同年11月，青海省各族各屆人民代表會議協商委員會第一次會議選舉為常務委員。
- 1951年，青海省民族事務委員會組建後，先生擔任委員。
- 1954年4月在西寧逝世，享年54歲。